# Claude Servan-Schreiber
Pour les autres membres de la famille, voir Famille Servan-Schreiber.
Claude Servan-Schreiber, née Claude Sadoc le 28 juillet 1937 à Tours, est une écrivaine et journaliste française.

## Biographie

### Famille et formation
Elle étudie à Sciences Po dont elle sort diplômée en 1959. Elle s'oriente vers le journalisme.
En 1957, elle épouse le journaliste Jean-Louis Servan-Schreiber. Ils ont quatre enfants. Depuis la fin des années 1970, elle forme un couple avec la femme politique Françoise Gaspard, qu'elle épouse en 2013.

### Journaliste de presse économique et féministe
En 1959, elle entre en tant que journaliste aux Echos puis à L'Express et L'Expansion.
Elle découvre le féminisme américain en 1970, lors d'un séjour d'études à l'université de Stanford. Elle est ensuite correspondante en Europe du journal féministe américain Ms. Magazine fondé par Gloria Steinem. Elle collabore à l'hebdomadaire Elle. En 1978, elle crée avec Benoîte Groult le mensuel  F Magazine. Elles veulent renouveler la presse féminine en proposant un magazine sur les femmes à mi-chemin entre revue féministe et magazine féminin. La revue ne trouve pas son équilibre financier et disparaît en 1982.

### Parité en politique
À la fin des années 1980, Claude Servan-Schreiber entreprend des recherches sous la direction de Michelle Perrot. Elle théorise le concept de parité en politique. Il s'agit de la notion d'égalité arithmétique des deux sexes dans les assemblées élues. Elle publie en 1992, avec Françoise Gaspard et Anne Le Gall Au pouvoir citoyennes ! Liberté, Égalité, Parité. Cet ouvrage introduit la parité dans le débat public en France et donne lieu à de nombreuses controverses. Claude Servan-Schreiber s'engage dans le réseau Femmes pour la parité. En 1995, elle anime avec Colette Kreder et Françoise Gaspard le réseau Demain la parité.

### Engagement féministe
En 1972, Claude Servan-Schreiber témoigne lors du procès de Bobigny. Elle milite dans les années 1970 pour la dépénalisation de l'avortement notamment au mouvement Choisir. Elle contribue également à donner de la visibilité à l'homosexualité féminine.

## Publications

### Ouvrages
- Avec Françoise Gaspard, La Fin des immigrés, Paris, Le Seuil, 1984, 213 p. (ISBN 2-02-006758-7).
- Avec Françoise Gaspard et Anne Le Gall, Au pouvoir, citoyennes ! : liberté, égalité, parité, Paris, Le Seuil, 1992, 184 p. (ISBN 2-02-017360-3).
- L'Invitation au jardin, Paris, Flammarion, 2001, 237 p. (ISBN 2-08-068192-3).
- Renaud de Beaurepaire et Claude Servan-Schreiber (interviewer), Vérités et mensonges sur le baclofène : la guérison de l'alcoolisme, Paris, Albin Michel, 2013, 199 p. (ISBN 978-2-226-24843-5).
- Claude Andrée Sadoc, Contre l'Oubli : L'Histoire des miens, Edilivres, 2018, 351 p. (ISBN 978-0-244-68180-7).

### Traductions
- Todd Shepard et Claude Servan-Schreiber (traductrice) (trad. de l'anglais), 1962 : comment l'indépendance algérienne a transformé la France, Paris, Payot, 2008, 415 p. (ISBN 978-2-228-90330-1)
- Joan Wallach  Scott et Claude Servan-Schreiber (traductrice) (trad. de l'anglais), Théorie critique de l'histoire : Identités, expériences, politiques, Paris, Fayard, 2009, 216 p. (ISBN 978-2-213-63784-6)
- Joan Wallach  Scott et Claude Servan-Schreiber (traductrice) (trad. de l'anglais), De l'utilité du genre, Paris, Fayard, 2012, 219 p. (ISBN 978-2-213-66155-1)

## Distinctions
Le 13 juillet 2001, Claude Servan-Schreiber est nommée au grade de chevalier dans l'ordre national de la Légion d'honneur au titre de « journaliste, cofondatrice d'une association ; 43 ans d'activités professionnelles et associatives ». Elle est faite chevalier de l'ordre le 14 février 2002, promue au grade d'officier le 13 juillet 2015 au titre de  « écrivain, journaliste ».

## Pour approfondir